# ماندي باتينكين
ماندي باتينكين (بالإنجليزية: Mandy Patinkin)‏ (مواليد 30 نوفمبر 1952 في شيكاغو)، هو ممثل ومغني أمريكي بدأ مسيرته الفنية سنة 1978. فاز بجائزة إيمي عن دور الدكتور جيفري غيغر في مسلسل شيكاغو هوب. قام بتمثيل دور تشي جيفارا في فيلم «إيفيتا» والذي نال عليه جائزة طوني أووارد. غالباً ما يقوم بتمثيل دور الطبيب أو الرجل الأحدب الطاعن بالسن أو الميت. أصيب بمرض سرطان البروستاتا سنة 2004 ونجى من المرض لاحقاً.

## أعماله

### الأفلام
- ينتل (1983)
- قلعة في السماء (1986) (مؤدي صوتي)
- الأميرة العروس (1987)
- ديك تريسي (1990)
- القنفذ سونيك: الفيلم (1999) (مؤدي صوتي)
- مهب الريح (2013) (مؤدي صوتي)
- أتمنى لو كنت هنا (2014)
- علي ونينو (2016)
- ملكة إسبانيا (2016)

### المسلسلات
- عائلة سيمبسون (1995) (مؤدي صوتي، حلقة واحدة)
- لاري ساندريس شو (1997) (الحلقة الثامنة)
- بوسطن العامة (2001) (حلقة واحدة)
- قانون ونظام (2003) (حلقة واحدة)
- عقول إجرامية (2005 - 2007) (47 حلقة)
- أرض الوطن (2011 - حتى الآن)
- الحيوانات المدهشة (2015)

## وصلات خارجية
- الموقع الرسمي
- ماندي باتينكين على موقع IMDb (الإنجليزية)
- ماندي باتينكين على موقع روتن توميتوز (الإنجليزية)
- ماندي باتينكين على موقع ألو سيني (الفرنسية)
- ماندي باتينكين على موقع ميوزك برينز (الإنجليزية)
- ماندي باتينكين على موقع أول موفي (الإنجليزية)
- ماندي باتينكين على موقع قاعدة بيانات برودواي على الإنترنت (الإنجليزية)
- ماندي باتينكين على موقع قاعدة بيانات برودواي على الإنترنت (الإنجليزية)
- ماندي باتينكين على موقع قاعدة بيانات الأفلام السويدية (السويدية)
- ماندي باتينكين على موقع إن إن دي بي (الإنجليزية)
- ماندي باتينكين على موقع أول ميوزيك (الإنجليزية)